# Arthur Birch (Jockey)
Arthur Birch (* 1875 in Bonehill, Tamworth in Staffs; † 3. Februar 1911 in Seville House, Victoria Drive, Eastbourne) war ein britischer Jockey.

## Leben
Arthur Birch arbeitete als umherziehender Jockey. 1904 ritt er Moifaa, als dieser überraschend im Grand National siegte. 1905 sollte er als Ersatz für den eigentlich gebuchten Jockey George Williamson das Pferd wieder im gleichen Rennen reiten, konnte aber nicht rechtzeitig erreicht werden. Moifaa hatte im Grand National 1905 keinen Erfolg.
Wenig später, im Dezember 1906, stürzte Birch mit Black Ivory in Gatwick. Das nachfolgende Pferd, Cade II., sprang auf ihn, während er am Boden lag. Hatte Birch noch fünf Tage vorher einen Unfall mit Jack Spratt unversehrt überstanden, verletzte er sich nun die Wirbelsäule und blieb gelähmt. Ein Jahr nach dem Unfall meldete eine Zeitung, dass es Birch „sehr gut gehe, obwohl er aufgrund der Lähmung jenseits der Hüfte recht hilflos wäre, seine Frau sich jedoch zu aller Zeit umsorgen würde“. Weiter wurde berichtet, dass der Jockey vier Kinder hatte und von Black Ivorys Besitzer, Mr. Cohn, wöchentlich fünf Dollars erhielt. An den Folgen des Unfalls starb er Anfang 1911. Als Jockey bestritt Arthur Birch mehr als 1000 Rennen.